# Ali ibne Faramurz
Ali ibne Faramurz (em persa: علی بن فرامرز) foi um emir cacuída de Iazde e Abarcu, filho de Faramurz.

## Vida
Ali era filho de Faramurz. Em Em 1076/1077, casou-se com a filha de Chagri Begue, de nome Arslã Catum, que era a viúva do califa abássida Alcaim (r. 1031–1075). Era um fiel vassalo seljúcida e passou a maior parte de seu reinado na corte do sultão Maleque Xá I em Ispaã. Foi patrono do poeta persa Muizi, que fez alguns poemas dedicados a ele.
Após a morte de Maleque Xá I, em 1092, apoiou o irmão dele Tutuxe I, que dominava a parte ocidental do Império Seljúcida, e entendia que o direito dele ao trono era superior ao de Barquiaruque. Tutuxe, no entanto, foi derrotado decisivamente numa batalha perto de Rei em 1095, onde ele e Ali foram mortos. Ali foi sucedido por seu filho Garsaspe II.